# Prințul William de Gloucester
Prințul William de Gloucester (William Henry Andrew Frederick; 18 decembrie 1941–28 august 1972) a fost membru al familiei regale britanice, nepot al regelui George al V-lea al Regatului Unit. Prințul William, Duce de Cambridge a fost numit după el.

## Primii ani
Prințul William s-a născut la Hadley Common, Hertfordshire. Tatăl său a fost Prințul Henry, Duce de Gloucester (1900–1974), al treilea fiu al regelui George al V-lea și al reginei Mary. Mama sa a fost Prințesa Alice, Ducesă de Gloucester  (1901–2004), a treia fiică a Ducelui de Buccleuch.
A fost botezat la Castelul Windsor la 22 februarie 1942 de Cosmo Gordon Lang, arhiepiscop de Canterbury. Nașii lui au fost: regele George al VI-lea (unchiul patern), regina Mary (bunica paternă), Prințesa Helena Victoria (verișoara sa), Lady Margaret Hawkins (mătușa maternă), Lordul William Montagu Douglas Scott (unchiul matern) și vicontele Gort. Din cauza războiului, ziarele nu au identificat locația exactă a botezului, și s-a scris că a avut loc "într-o capelă privată din țară".
În 1947, Prințul William a fost paj la nunta verișoarei sale, Prințesa Elisabeta cu Prințul Filip, Duce de Edinburgh. Celălalt paj a fost Prințul Michael de Kent.
Prințul William și-a petrecut primii ani ai copilăriei la Barnwell Manor în Northamptonshire și mai târziu în Australia, unde tatăl său a servit în funcția de Guvernator General din 1945 până în 1947. A fost educat la Wellesley House Preparatory School, Broadstairs, Kent, și la colegiul Eton. După ce a părăsit Eton în 1960, a mers la colegiul Magdalene, Cambridge.
În 1953, Prințul William a participat la încoronarea verișoarei sale, Elisabeta a II-a.

## Carieră
După ce a absolvit Cambridge în 1963, a petrecut un an la Universitatea Stanford studiind științe politice, istorie americană și afaceri.
Prințul William a fost al doilea membru al familiei regale britanice care a lucrat în serviciul civil sau în cel diplomatic (primul membru a fost unchiul său, Prințul George, Duce de Kent, în anii 1920). În 1968 a fost transferat la Tokyo ca al doilea secretar (comercial) la ambasada britanică.
În 1970, sănătatea Ducelui de Gloucester a început să se deterioreze iar Prințul William a fost diagnosticat ca suferind de porfirie. Prințul William a demisionat din serviciul diplomatic și s-a întors în Marea Britanie. Următorii doi ani el s-a ocupat de Barnwell Manor și a început să îndeplinească sarcini publice, ca membru al familiei regale.
A fost pilot licențiat, a deținut mai multe avioane și a concurat în mai multe spectacole aviatice. A murit în 1972, atunci când avionul pe care îl pilota s-a prăbușit la Halfpenny Green, lângă Wolverhampton. A fost îngropat în cimitirul regal Frogmore. Școala de zboruri din Oundle pe care el a deschis-o în 1971, a fost redenumită "Școala Prințul William" în memoria sa.
După moartea sa, fratele lui mai mic, Prințul Richard de Gloucester a devenit moștenitor al titlurilor: Duce de Gloucester, Conte de Ulster și Baron Culloden. Prințul William a fost primul nepot al regelui George al V-lea și al reginei Mary care a murit. Moartea sa la vârsta de 30 de ani a șocat întreaga familie regală însă persoana cea mai afectată a fost Prințul Charles care avea 23 de ani.